# Buprestis splendens
Buprestis splendens е вид насекомо от семейство Buprestidae. Видът е застрашен от изчезване.

## Разпространение
Разпространен е в Австрия, Албания, Босна и Херцеговина, Гърция, Европейска част на Русия, Италия, Полша и Румъния.
Регионално е изчезнал в Германия и Швеция и вероятно е изчезнал в Испания и Украйна.